# تكتل الأغنياء
تكتل الأغنياء والأغنياء الجدد هما مصطلحان في علم التسويق يُشيران إلى الطبقة العليا من المستهلكين في السوق واسعة النطاق. وعادةً ما يتم استخدامها في مجال الخدمات المالية للإشارة إلى الأفراد الذين يمتلكون ما بين 100.000 إلى 1.000.000 دولارٍ أمريكي من الأصول المالية السائلة، إلا أنه لا يوجد تعريف دقيق واحد لهذا المصطلح. كذلك يستخدم مسوقو المنتجات الاستهلاكية المصطلح للإشارة إلى المستهلكين الذين يبلغ دخلهم الأسري السنوي حوالي 75.000 دولار أمريكي أو أكثر. ويعد تكتل الأغنياء سوقًا مستهدفةَ في غاية الأهمية بالنسبة لبائعي الكماليات ذات الأسعار المعقولة.

## الفرق بين دخل أعلى الطبقة الوسطى وتكتل الأغنياء
قد يكون هناك ارتباط قوي بين الدخل الأسري لأفراد أعلى الطبقة المتوسطة وتكتل الأغنياء، إلا أنه لا تزال هناك اختلافات بينهما. حيث إن الطبقات الاجتماعية هي نتيجة لوظيفة الفرد داخل المجتمع ولا تعتمد بالضرورة على الدخل وحده الذي يدره الأفراد داخل الأسرة الواحدة. فنرى أن المصطلحين يشيران إلى الذين تتعدى ثرواتهم أو دخلهم المستوى المتوسط إلا أنهم في الوقت نفسه لا يصلون إلى طبقة الأثرياء. فعلى العكس من الأسر التي يتعدى دخلها المستوى المتوسط، يتم تحديد تكتل الأغنياء من خلال الأصول السائلة مثل الأسهم والسندات والنقد، كما يتم احتساب صناديق الاستثمار المشتركة ضمنها. إلا أنَّه عادةً لا يتم احتساب الأصول الثابتة مثل العقارات. وذلك لأن الأصول السائلة توفر مرونة مالية أكبر، والتي تعد صفة مرغوبة في المستهلكين.
وقد تم تعريف تكتل الأغنياء بأنهم أولئك الذين يدخرون أكثر مما ينفقون ويستثمرون لتأمين مستقبلهم. وعلى الرغم من أنهم يهتمون بتأمين نفقات التعليم الجامعي لأطفالهم، إلا أنهم يدركون وجود اختيارات من الادخار والقروض ولا يعترضون على فكرة أن يدفع أبناؤهم جزءًا من نفقاتهم التعليمية. وعادةً ما يهتم تكتل الأغنياء بالاستعاضة عن راتبهم أثناء فترة التقاعد، وقد يحتاجون إلى تشجيع لإنفاق المزيد من الأموال خلال سنوات التقاعد. وغالبًا ما يرغب أفراد هذه الشريحة في ترك إرثٍ لأبنائهم. حيث يمتلك تكتل الأغنياء ما بين 500.000 إلى 1.5 مليون دولار أمريكي في الأصول الاستثمارية عند الإحالة إلى التقاعد مع صافٍ بقيمة 500.000 إلى 2.5 مليون دولار أمريكي. وتنفق هذه الشريحة ما بين 4000 إلى 10.000 دولار أمريكي شهريًا في فترة التقاعد.

## تكتل الأغنياء في الولايات المتحدة
في الولايات المتحدة، يوجد حوالي 33 مليون أسرة تنتمي إلى تكتل الأغنياء، وتمتلك تلك الأسر تقريبًا 37% من الأصول المالية السائلة في أمريكا. وداخل نطاق العائلات، يمكن وصف حوالي 30% منها على أنهم ضمن تكتل الأغنياء.
| فئة الأصل                               | النسبة المئوية |
| --------------------------------------- | -------------- |
| المسكن الأساسي                          | 23%            |
| الاستثمار العقاري                       | 14%            |
| الأصول المالية السائلة                  | 22%            |
| المعاش التقاعدي وخطط الموظف بعد التقاعد | 16%            |
| التأمينات والمعاشات السنوية             | 9%             |
| الأعمال الخاصة                          | 16%            |

## وصلات خارجية
- مصطلح «البرجوازية» وإسقاطه على الطّبقات الغنية في المجتمعات العربية(تدوينة)